# Yan Chi
Yan Chi är en sjö i Kina. Den ligger i provinsen Shanxi, i den norra delen av landet, omkring 350 kilometer sydväst om provinshuvudstaden Taiyuan. Yan Chi ligger 318 meter över havet. Arean är 40 kvadratkilometer. Trakten runt Yan Chi består till största delen av jordbruksmark. Den sträcker sig 13,2 kilometer i nord-sydlig riktning, och 18,0 kilometer i öst-västlig riktning.
Genomsnittlig årsnederbörd är 661 millimeter. Den regnigaste månaden är juli, med i genomsnitt 151 mm nederbörd, och den torraste är december, med 3 mm nederbörd.